# Pocket (application)
Cet article concerne l'application. Pour maison d'édition, voir Pocket.
Pocket (anciennement Read It Later) est une application qui permet de gérer une liste d'articles lus sur Internet. Elle a été créée en août 2007 par Nathan Weiner, puis est devenue gratuite avec option Premium en 2012.
L'application est acquise par la Mozilla Corporation en 2017.
Le 22 mai 2025, Mozilla annonce la fermeture du service.

## Fonctionnement
Pocket (anciennement Read It Later) est disponible sur iOS, Android, Blackberry OS, sur plusieurs navigateurs internet (dont Firefox et Google Chrome), et dispose aussi d'une interface web. Elle ne fonctionnait à ses débuts que sur ordinateur. L'application consiste en une liste d'articles, groupés par catégories. Si plusieurs articles proviennent d'une même source, l'application crée une section les regroupant.

## Historique
Read It Later est créée en août 2007 par Nathan Weiner sous la forme d'une extension pour Firefox, qui permet de sauvegarder des pages web, des groupes d'onglets ou des flux RSS - pour les retrouver sous forme de liste. Une fonction de consultation hors ligne est incluse, ainsi qu'une fonction « cliquer pour sauvegarder » qui permet de rapidement sauvegarder une série de liens dans une page web. La version 3 de Firefox est l'occasion pour Nathan Weiner de réécrire complètement le code. 
Le 21 août 2008, le plugin est récompensé par Mozilla en tant que « meilleur add-on mis à jour ». En octobre, le support de Google Reader est ajouté. 
En avril 2009, l'application sort sur iPhone au prix de $2,99. Le 19 octobre, Nathan Weiner commence à travailler à temps plein sur l'application.  Lorsqu'elle dépasse le million d'utilisateurs, Weiner déménage dans la Silicon Valley. Par la suite, quatre autres personnes rejoindront l'équipe[réf. nécessaire]. 
En avril 2012, l'application devient gratuite et change de nom pour « Pocket », avec pour objectif de toucher un plus large public. À cette date, elle compte 4,5 millions d'utilisateurs[réf. nécessaire]. Les contenus que ses utilisateurs sauvegardent sont à 40 % autres que du texte (vidéos, images, etc.) 50 % des éléments sauvegardés via l'application sont consultés sur mobiles et 33 % viennent d'applications externes comme Twitter, Zite, Flipboard ou Pulse[réf. nécessaire].
Le 28 mai 2014, Pocket lance une version payante de son service, qui donne accès à une sauvegarde permanente des données dans le temps, une recherche dans le corps du texte et les labels, et des suggestions de labels.
En 2014, Pocket fait changer de nom à Poche, un service alternatif open-source français, devenu depuis Wallabag.
Le 27 février 2017, Mozilla annonce l'acquisition de Read It Later, Inc.
À partir du 22 mai 2025, il n'est plus possible ni de télécharger l'application Pocket, ni d'effectuer une souscription à un abonnement Pocket Premium. Mozilla, se concentrant sur son navigateur Firefox, va fermer le 8 octobre 2025 l'API de Pocket et supprimer les sauvegardes des utilisateurs.